# Слупяни
Слупя́ни — західнослов'янське плем'я, яке жило на території між рікою Шпрее і Одрою. Вони входили в лужицький союз. Сусідами їх було плем'я бежунчани. В 936–940 роках плем'я слупяни разом з іншими племенами повстало проти саксів. Столицею племені слупяни було місто Слубиця, зараз це польське місто Слубіце.